# Olga van Kiev
Olga (Russisch en Oekraïens: Ольга), ook genoemd: Olga Prekrasa (Cyrillisch: Ольга Прекраса), bijgenaamd de Heilige (Pskov, ca. 915 - Kiev, 11 juli 969) uit de dynastie der Ruriken, was van 945 tot en met 969 grootvorstin van het Kievse Rijk. Volgens de nestorkroniek is ze in 879 geboren, maar dat zou betekenen dat zij haar zoon Svjatoslav I op 65-jarige leeftijd het leven zou hebben geschonken.
Ze was volgens de overlevering in 903 met de toekomstige grootvorst Igor van Kiev getrouwd maar dat is chronologisch bijna onmogelijk. Omdat Olga na Igors dood in 945 als regentes voor haar zoon optrad, wordt ervan uitgegaan dat die na 930 moet zijn geboren. Igor en Olga zullen niet veel eerder zijn getrouwd. Igor werd vermoord door de Drevljanen. Zijn dood werd door Olga gewroken met verschillende veldtochten. Zo zou zij bij Igors grafheuvel 5000 Drevljanen ter dood brengen en bij andere gelegenheden verscheidene leden van dit volk levend verbranden. Ook zou ze de hoofdstad van de Drevljanen, het huidige Korosten, in de as leggen.
Na de dood van Igor werd zij regentes voor haar zoon Svjatoslav I.
Olga was de eerste heerser van het Kievse Rijk die zich tot het christendom liet bekeren. Omstreeks 955 werd ze in Constantinopel gedoopt en kreeg ze de naam Helena, naar de keizerin Helena Lecapena. De ceremonies rondom haar doop, werden minutieus beschreven door keizer Constantijn VII in zijn boek De cerimoniis aulae byzantinae. In 959 vroeg ze keizer Otto I een bisschop te benoemen voor het Kievse Rijk om zo de kerstening te bespoedigen. Omdat echter alleen de paus een bisschop kan benoemen, kreeg haar verzoek geen gevolg. Toch stuurde Otto de monnik Adalbert van Maagdenburg naar het missiegebied. Echter zonder veel succes. Juist in die tijd herwon het heidendom weer aan grote populariteit. Rond 987 hadden Byzantijnse pogingen meer succes.
In 1547 werd ze door de Russisch-orthodoxe Kerk heilig verklaard vanwege haar pogingen het christendom in haar rijk te verspreiden. Haar feestdag is op 11 juli. Het lukte haar echter niet haar eigen zoon Svjatoslav te bekeren. Olga's kleinzoon Vladimir maakte van het christendom uiteindelijk de staatsreligie.

## Onderscheidingen

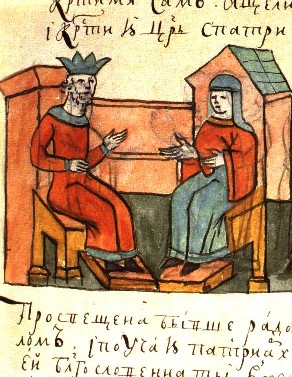
Olga en Constantijn VII

Er zijn drie onderscheidingen ingesteld die de naam van Olga dragen. Alle drie zijn damesorden, bedoeld voor vrouwen die een bijzondere prestatie hebben geleverd:
- Oekraïne: de Orde van Vorstin Olha
- Rusland: het Onderscheidingskruis van de Heilige Apostelgelijke Vorstin Olga en de Orde van de Heilige Apostelgelijke Vorstin Olga